# Ester Hofvander-Sandberg
Ester Hofvander-Sandberg   (Skårby församling, 10 de febrer de 1888 - Eslövs församling, 7 d'octubre de 1967) fou una sufragista i de les primeres juristes i advocades de Suècia. Col·laborà perquè les advocades casades actuassen com a representants d'altres persones.

## Biografia
Sos pares foren Nils Hofvander i Augusta Christoffersson. Durant la infantesa Ester Hofvander-Sandberg visqué en diferents llocs d'Escània. Es llicencià al 1907 i el 1908 era professora de Primària. Al 1911, es casà amb el procurador Ivar Miles Sandberg, i el 1912 tingueren una filla.
Entrà en la Facultat de Dret de la Universitat de Lund el 1911, i s'hi llicencià el 1915. Amb el marit, dirigiren un bufet a Eslöv i formà part del Col·legi d'Advocats de Suècia del 1931 al 1942.
No li resultà fàcil en un principi exercir l'advocacia. Malgrat que la llei de 1897 habilitava les dones per exercir la professió, les lleis matrimonials impedien a les dones casades representar en els tribunals els seus clients per estar sota tutela del marit.
Per això, el 1915 es va veure compromesa com a advocada. Ester Hofvander-Sandbergen havia de comparéixer com a lletrada en el districte de Frosta, a Skåne, però el tribunal li ho impedí, escudant-se en la legislació que regia llavors, tot i tenir un poder del seu marit per a portar el cas. Va decidir aleshores defensar en un tribunal el seu dret a actuar com a representant legal, la qual cosa va tenir molt de ressò en la premsa. Aquest cas i d'altres de semblants contribuïren el 1916 a canviar la llei, i així les dones casades pogueren representar com a lletrades altres persones.

### Activisme
Va compaginar el seu ofici d'advocada amb l'activisme a Eslöv. Durant més de 25 anys formà part del consell municipal, i en participà en el comité preparatori, i també del consell escolar coeducatiu, del consell de l'escola pública i del de pensions.
Acusada el 2017 pel secretari municipal d'Eslöv de "causar danys per incendi a la propietat d'una altra persona", perquè havia deixat encesa un planxa que va cremar el marc d'una finestra, fou condemnada tant en el tribunal de districte com en el d'apel·lació, tot i la seua defensa que havia estat un accident.
Fou activista pel vot de les dones i va presidir l'Associació per al Sufragi Polític Femení d'Eslöv del 1913 al 1921, any en què s'aconseguí a Suècia.
Va morir el 1967 quan es trobava de viatge a Roma i està soterrada al cementeri d'Eslöv.

## Reconeixements
Ester Hofvander-Sandberg fou nomenada membre de Primera Classe de l'Orde de Vasa al novembre del 1955 pels seus assoliments professionals.